# 윤석주 (축구 선수)
윤석주(尹碩珠, 2002년 2월 25일 ~ )는 대한민국의 축구선수이다. 포지션은 수비형 미드필더, 중앙 미드필더이다. 현재 서울 이랜드 소속이다.

## 클럽 경력
2021 시즌을 앞두고 포항 스틸러스에 입단하면서 프로 커리어를 시작했다.
여름 이적시장을 통해 K리그2의 경남 FC로 임대되었다.

## 가족 관계
- 아버지 : 윤희준